# Qaboos bin Said Al Said
Qaboos bin Said Al Said (قابوس بن سعيد آل سعيد; Salalah, 14. studenoga 1940. – Seeb, 10. siječnja 2020.), bio je sultan Omana. 
Vladao je od 23. srpnja 1970. Sin je Sa'id bin Taimura i Mazwon bint Ahamed. Petnaesti je sultan iz dinastije Al Bu Sa'id. Naslijedio ga je njegov rođak Haitham bin Tariq.
Osnovnu školu završio je u rodnom gradu, a visoku u Ujedinjenom Kraljevstvu. Stupio je u brak 22. ožujka 1976. i razveo se 1979.
Umro je od raka u petak 10. siječnja 2020. u dobi od 79 godina.